# 亜鉛イオン電池
亜鉛イオン二次電池（あえんイオンにじでんち、Zinc ion battery）は、電解質中の亜鉛イオンを利用して蓄電する二次電池。単に亜鉛イオン電池、亜鉛イオンバッテリーともいう。

## 概要
一次電池の構成材料としては長らく利用されてきた亜鉛だが二次電池としての用途は充電可能なアルカリ乾電池や酸化銀電池等の一部の用途を除いて普及には至っていなかった。リチウムイオン二次電池等と同様に亜鉛のイオンを充放電に利用する事により充電時に生じるデンドライトによるサイクル寿命等の問題の解決を企図する。

## 背景
1990年代以降、携帯機器や電気自動車の充電池はリチウムイオン電池が主流だったが、需要の拡大により、リチウム資源の偏在、埋蔵量により、長期的な安定供給が懸念されるため、各国でリチウムに代わる代替元素を使用した充電池の開発が進められる。亜鉛は電池業界においてアルカリ乾電池、マンガン乾電池、空気亜鉛電池で負極材料として長年使用されてきた実績があるものの、何れも一次電池としての用途であり、二次電池としては充電時の樹状の析出(デンドライト)による短絡やサイクル寿命の低下等の要因により一部を除き、普及には至っていなかった。亜鉛をイオンの状態で使用することでこれらの諸問題を解決する。

## 動作原理・構造
原理的にはリチウムイオン二次電池のリチウムイオンを亜鉛イオンに置き換えたものに相当し、負極と正極の間で亜鉛イオンが移動することによって充放電が行われる。亜鉛イオン(Zn2+)は2価のイオンなので1価のリチウムイオン(L+)と比較して同じ量のイオンであれば高容量化が可能である反面、2価のカチオンによるホスト材料の静電的インターカレーションは、電気化学的挙動に対して強すぎるため、電極が劣化して充放電サイクル寿命の低下に繋がる。

### 電解液
他のアルカリ金属やアルカリ土類金属を使用する金属イオン電池とは異なり、起電圧が水の電気分解の電圧よりも低いので高価なイオン液体等の非水系電解質を用いずに水溶液系の電解質を使用可能。

## 長所
- 発火の危険性が低く、安全性が高い
- 資源が豊富
- 比較的廉価
- 廉価で信頼性の高い水溶液系の電解質を使用可能

## 短所
- 充放電サイクル寿命が短い[注 1]

## 他の二次電池との比較
亜鉛イオン電池は資源の豊富な元素で構成され、資源の偏在が無いので安定的に供給される。

## 想定される用途
亜鉛イオンは電池は比較的低コストで製造が可能なので従来は鉛蓄電池が担ってきた用途や電力系統での大型蓄電池としての利用が想定される。